# 細井魚袋
細井 魚袋（ほそい ぎょたい、1889年1月2日 - 1962年11月2日）は、日本の歌人。千葉県君津郡巌根村大字高柳字大海道（現・木更津市高柳）生まれ。尾上柴舟に師事した。

## 生涯

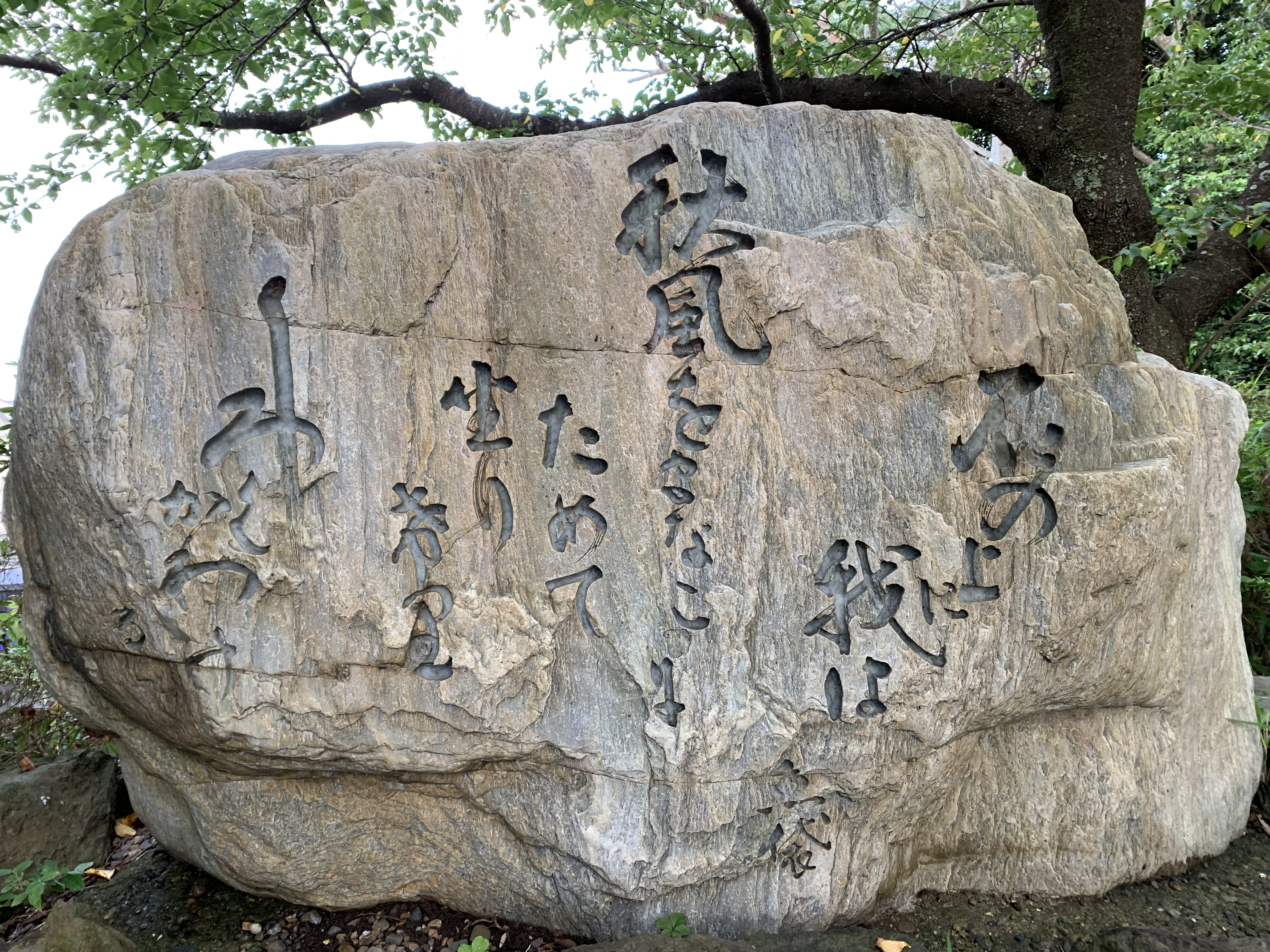
太田山公園の細井魚袋歌碑

1889年、農家の三男として生まれる。千葉県立木更津中学校（現・木更津高等学校）在学中の1909年ごろより尾上柴舟に師事。1911年3月に卒業。1913年ごろより君津郡役所に勤務する。
1914年、尾上柴舟が歌誌『水甕』を創刊すると、これに参加。のちに主要同人となり、選者も務めた。
1921年、朝鮮総督府への出向が決まり、朝鮮半島に渡る。1922年、病気で入院中に、同じ病院に入院していた市山盛雄（1897-1988）と出会った。翌1923年、京城（現・ソウル）にて市山とともに歌誌『真人』（しんじん）を創刊。また、『朝鮮公論』、『京城日報』などの歌欄の選者も務め、朝鮮歌壇の振興に努めた。
1924年、魚袋は内務省へ転勤となり、東京に転居した。歌誌『真人』は、市山が京城で発行を継続した。
1926年からは東京の本所に発行地を移す。負債を重ね、田畑を売りながら発行を続けたが、1943年、物資不足のなか、尾上柴舟の希望もあり『水甕』と合併した。
第二次世界大戦の終結後、『真人』は1947年に木更津で復刊され、魚袋の晩年まで刊行が続いた。息子の細井孝三郎（1919-1975）も歌人となり、木更津高等学校の教員を務めながら同誌の編集を助けた。
1952年制定の木更津市立岩根中学校校歌の作詞は魚袋が手掛けている。また、1958年には木更津市立岩根小学校の校歌を作詞した。
1957年11月2日、木更津の太田山公園に魚袋の短歌を刻んだ歌碑が立てられた。歌碑の短歌は、「秋風をまなこにためて坐りけりしろくかわける石の上に我は」。
君津病院（現・君津中央病院）に入院中だった1962年11月2日、急性胃潰瘍のため73歳で逝去した。

## 主な著書
- 五十年 （現代短歌叢書 第10巻、長谷川書房、1952年）
- 細井魚袋歌集 （魚袋歌集刊行会編、長谷川書房、1983年）